# Russian Roulette
"Russian Roulette" je pjesma barbadoške pjevačice Rihanne, debitantski singl s njenog četvrtog studijskog albuma Rated R. Pjesmu su napisali Rihanna i Ne-Yo, a producirao ju je Chuck Harmony. Objavljena je na radiju 20. listopada 2009. godine u 11:23.

## O pjesmi
14. listopada, Rihanna je na svoju službenu stranicu na Twitteru objavila "The Wait Is Ova. Nov 23 09". (Čekanje je gotovo. 23. studenog 2009.) To je bio početak špekulacija da ona izdaje nov album, te da će to biti njegov naslov. 16. listopada, službeni brojač postavljen je na web stranicu rihannanow.com i tako se predvidilo izdavanje novog singla. To je potvrdio Ryan Seacrest na svojoj službenoj sranici na Twitteru, navodeći da će singl koji će biti objavljen biti nazvan "Russian Roulette". 20. kolovoza na Rihanninoj službenoj web stranici rihannanow.com objavljena je puna pjesma "Russian Roulette". 
Ne-Yo je rekao da je Rihanna trebala pjesminu mračnu vibru. "Željela je da bude tamna, ali ne samo tamna da bude tamna. " rekao je za MTV News. "Tamna s vrstom značenja, mračna s nekom vrstom stvari da bude takva." Ne-Yo je nazvao pjesmu "svojim prvim putovanjima u bajku", i tako objasnio Rihanninu temu ruskog ruleta, koja se pojavljuje kao metafora. Očekuje se da će Rihanna izvesti pjesmu is "Russian Roulette" na dodjeli American Music Awards 22. studenog
Pjesma govori da fraza 'ruski rulet' (Russian roulette) znači igra rizika. Rihanna govori da je prestrašena, da se može vidjeti njeno srce kako kuca, ali ona sad ne odlazi, mora proći ovaj test.
Na kraju pjesme čuje se njeno duboko disanje, te pucanj iz pištolja. 
Postojale su špekulacije da je nova pjesma o Rihanninom bivšem dečku, Chrisu Brownu, na što je Rihannina diskografska kuća odgovorila da nema komentara:
»No comment ;-).« [";-)" znači namig]

### Uspjeh na top ljestvicama
Pjesma je debitirala na 100. mjestu na ljestvici Billboard Hot 100 u SAD-u 29. listopada 2009. godine. Popela se na 75. mjesto sljedećeg tjedna, iu svom trećem tjednu na ljestvici napavila je skok od 66 mjesta na 9. mjesto, tako postajući Rihannin dvanaesti hit na jednom od prvog deset mjesta te ljestvice. Pjesma je završila na vrhu iTunes ljestvice 5. studenog 2009. godine. Također završila je na 9. mjestu na kanadskoj ljestvici Canadian Hot 100. 
Prodano je oko 2 milijuna digitalnih primjeraka singla koji je dospio na jendo od prvih 10 mjedta u mnogi državama. Pjesma je dospjela na prvo mjesto u Norveškoj, Slovačkoj i Švicarskoj.

## Kritički osvrt
Nakon izdavanja,  "Russian Roulette" primio je većinom pozitivne kritike. 

### Los Angeles Times
Todd Martens je za Los Angeles Times komentirao je osobito "Rihannin upravljački nastup" opisivajući ga:
»Srednje brza pjesma bez drske produkcije, singl koji se tiče svega o Rihanni, a ona je napravila najbolje od toga – malo laden, hrabar, s vokalom jakim toliko da nadmaši duvački orkestar«.

### MTV News
»Zadržana je ista vrsta stava i atmosfere koji su napravili Rihannu tako definitvnim izvođačem.«

### E! Online
E! Online opisao je pjesmu kao "sigurni hit".

### Entertainment Weekly
Simon Vozich-Levinson je za Entertainment Weekly rekao da je Rihanna rizikovala s ovom pjesmom i da su se rizici "apsolutno isplatili", komentirao je činjenicu da je "Rihanna u dobroj vokalnoj formi, a Ne-Yo-ovo pisanje ekonomično i izazivačko kao i obično".

### Popjustice
Popjustice opisao je pjesmu kao "brilijantnu", odabirući je za njihovu pjesmu dana.

### Digital Spy
Britanska web stranica Digital Spy pjesmi je dala pet od pet zvjezdica i komentirala je: "Što god da smo očekivali od novog Rihanninog singla, to nije bilo ovo.Počinjući sa solom gitare, završavajući s pucnjem iz pištolja, Russian Roulette je duhovna, napeta pop balada s jako mrčanim tekstom. [...] postalo je jasno da je Russian Roulette majstorski povratak: hrabar, briliantno realiziran i bizarno dovoljan da odvoji Rihannu od pop-R&B pakovanja. Faktor u njenom još sigurnom vokalu je samo njen treći tekstopisac spomenut na singlu i rješenje je dragocjeno."

## Popis pjesama
Promotivni CD singl / Njemački CD Singl / UK CD Single
1. "Russian Roulette" (Glavni) — 3:48
2. "Russian Roulette" (Instrumental) — 3:48
3. "Russian Roulette" (Remix) (Feat. Kardinal Offishall) - 4:18

Remiksevi
- "Russian Roulette" (Tony Moran & Warren Rigg's Club Mix) - 10:30
- "Russian Roulette" (Tony Moran & Warren Rigg's Dub) - 11:22
- "Russian Roulette" (Tony Moran & Warren Rigg's Radio Edit) - 4:29

## Videospot
Premijera spota za "Wait Your Turn" bila je ne Rihanninoj službenoj stranici 3. studenog 2009. godine, dok je premijera za "Russian Roulette" bila 13. studenog 2009. na ABC-jevom 20/20.

Jesse Williams je, pored Rihanne, glavni lik u spotu. Spot prikazuje Rihannu u stresnim situacijama, uključujući pojavljivanje u gasnoj sobi, igru ruskog ruleta, a vehicular assualt, pucanje ispod vode i sobu za mučenje. Prikazuje se igra s pištoljem, scena ispod vode u kojoj je Rihanni probijeno srce i iz njega teče krv u oblacima. Postoje njeni mučitelji, koji je drže zaključanu i izlažu je raznim vrstama mučenja poput gušenja je s crvenim dimom i bacanja mačke na nju. Postoje scene u kojim je okreću i udaraju u ćeliji.U jednoj sceni ona stoji ispred jurećeg automobila. Ipak, pored svega ovoga, ona preživljava i na karaju njen partner je ubijen na kraju igre ruskog ruleta. Očekuje se da će Rihanna dobiti MTV-jevu American Music Award za najbolji ženski akt.

## Top ljestvice
| Top ljestvica (2009)              | Najviša pozicija |
| --------------------------------- | ---------------- |
| Australija                        | 7                |
| Austrija                          | 2                |
| Belgija (Flandrija)               | 5                |
| Belgija (Valonija)                | 3                |
| Kanada                            | 9                |
| Češka                             | 2                |
| Danska                            | 6                |
| Finska                            | 3                |
| Francuska                         | 4                |
| Irska                             | 5                |
| Italija                           | 6                |
| Nizozemska                        | 7                |
| Novi Zeland                       | 9                |
| Norveška                          | 1                |
| Njemačka                          | 1                |
| Slovačka                          | 1                |
| Španjolska                        | 6                |
| Švedska                           | 4                |
| Švicarska                         | 1                |
| SAD Billboard Hot 100             | 9                |
| SAD Billboard Hot Dance Club Play | 1                |
| Ujedinjeno Kraljevstvo            | 2                |

## Singl u Hrvatskoj
| Tjedan   | 44 | 45 | 46 | 47 |
| -------- | -- | -- | -- | -- |
| Pozicija | 35 | 28 | 27 | 18 |

## Povijest izdanja
| Država                 | Datum               | Format             | Izdavač         |
| ---------------------- | ------------------- | ------------------ | --------------- |
| Svijet                 | 20. listopada 2009. | Radijska premijera | Universal Music |
| SAD                    | 27. listopada 2009. | Airplay            | Def Jam         |
| SAD                    | 3. studenog 2009.   | Digitalni download | Def Jam         |
| Njemačka               | 19. studenog 2009.  | CD Singl           |                 |
| Ujedinjeno Kraljevstvo | 16. studenog 2009.  | CD Singl           | Mercury         |